# Étang de Leucate
Het Étang de Leucate is een lagune aan de Franse Middellandse Zeekust, in de regio Occitanie. De lagune ligt op de grens van de departementen Aude en Pyrénées-Orientales. De lagune ligt ingeklemd tussen de Golfe du Lion en de streek Corbières. Aan de noordkant ligt het plaatsje Leucate en de kaap Cap Leucate, aan de zuidkant ligt de streek Salanque. 
De lagune heeft een oppervlakte van 54 km2. Het zuidelijke deel, bij Salses-le-Château, heeft een maximale diepte van 2 meter, en het noordelijke deel bij Leucate is niet dieper dan 1 meter. Beide delen worden verbonden door een doorgang met een diepte van 3,5 meter. Het Étang de Leucate wordt van de Golfe du Lion en de Middellandse Zee gescheiden door een schoorwal met drie smalle doorgangen. Deze doorgangen worden afhankelijk van de seizoenen en de vissentrek geopend en gesloten. Zoet water stroomt de lagune in vanuit de Corbières via een aantal resurgenties, waaronder de Font Estramar. 
Omdat hier voor het ondertekenen van de Vrede van de Pyreneeën de grens tussen Frankrijk en Spanje lag, waren er in die tijd ook fortificaties rondom het meer, waaronder het Fort van Salses, gebouwd tussen 1497 en 1502, dat nog steeds bestaat en bezocht kan worden.
In 2017 heeft de Étang de Leucate de status van Ramsargebied gekregen, ter bescherming van de watervogels die er voorkomen. 
Op de oever van de lagune liggen een aantal belangrijke infrastructurele verbindingen: de RN 9, de snelweg A9 en de spoorlijn Narbonne-Port Bou. 